# Валфеа (Асти)
Валфеа је насеље у Италији у округу Асти, региону Пијемонт.
Према процени из 2011. у насељу је живело 41 становника. Насеље се налази на надморској висини од 131 м.